# Bellonahuis

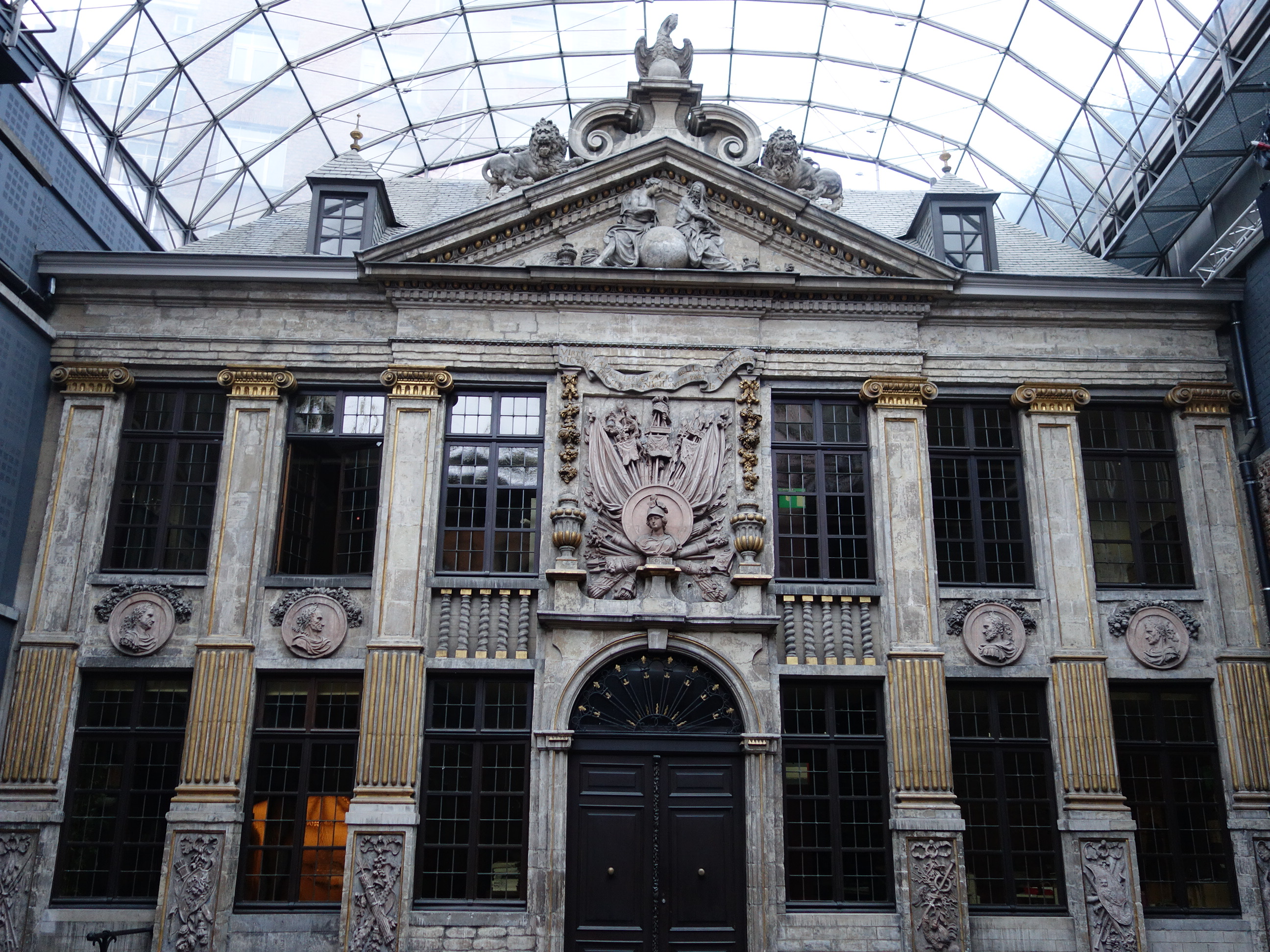
Het Bellonahuis met de glazen overkoepeling.

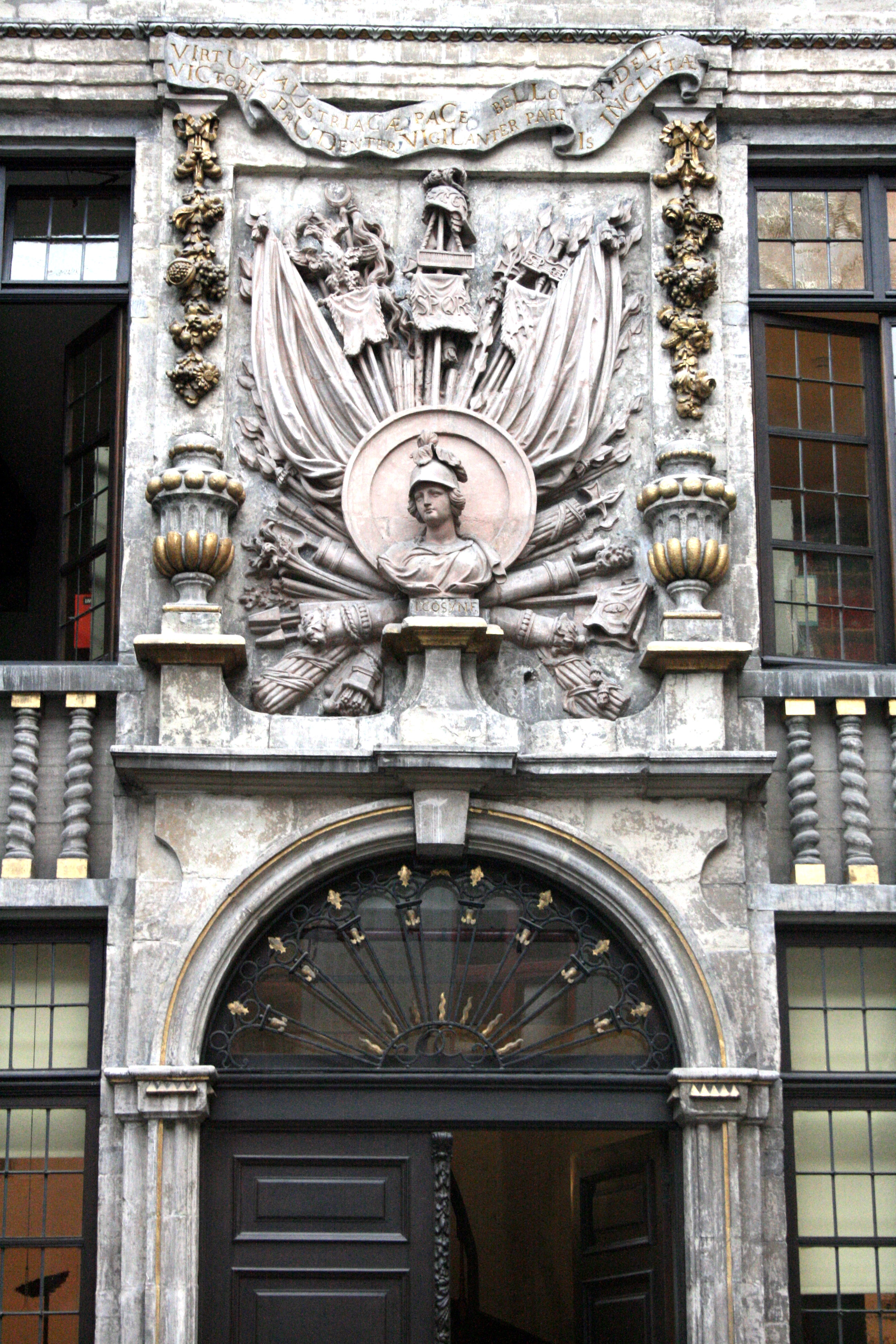
Beeldhouwwerk van Jan Cosijn boven de toegangsdeur. Onder de buste van Bellona zijn signatuur (I. Cosÿn).

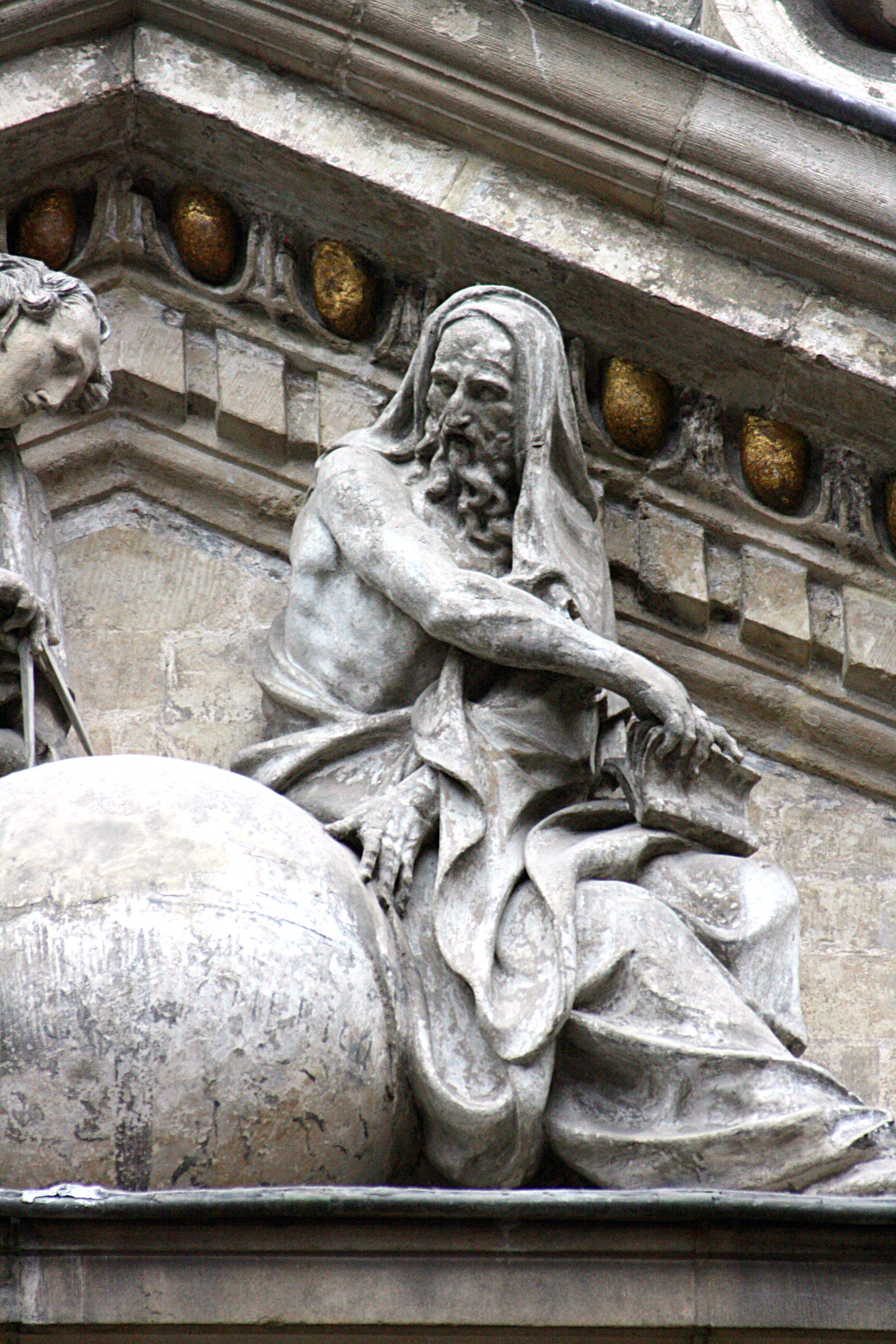
Figuren van Cosijn op het fronton.

Het Bellonahuis in Brussel is een barok gebouw uit de late 17e eeuw. Onder impuls van Serge Creuz biedt het sinds 1980 onderdak en ondersteuning aan verenigingen voor podiumkunsten, onder de naam Maison du Spectacle "La Bellone".

## Geschiedenis
Aan de oorsprong van het Bellonahuis zou Olimpia Mancini liggen. Door de affaire des poisons was ze verjaagd uit het hof van de Zonnekoning, eerst naar Spanje en vanaf 1690 in Brussel, waar ze onderdak vond bij de regularissen van Jericho (of beter toegewezen kreeg, want zelf verkoos ze het kasteel van Tervuren). Op 11 september 1697 behaalde haar zoon, prins Eugenius van Savoye, een beslissende overwinning voor de Oostenrijkers in de Grote Turkse Oorlog. Als herinnering aan deze slag bij Zenta, zou Mancini het Bellonahuis nabij het Regularissenklooster hebben opgetrokken, met een allegorische gevel van Jan Cosijn. Doordat de Franse bombardementen het centrum van Brussel in de as hadden gelegd, was er alleszins genoeg ruimte voor zulke initiatieven.
De betrokkenheid van Mancini bij de bouwcampagne valt moeilijk te rijmen met de chronologie. Het terrein en de bijhorende panden aan de Vlaamsesteenweg werden al op 17 september 1697, nog vóór het nieuws over de Zentaslag goed en wel bekend was, aangekocht door Nicolaas Bally en zijn vrouw Geertrui De Smeth. Mogelijk was Bally een wapenhandelaar en kan dit de martiale allure van het gebouw verklaren. De bouw zou duren van 1697 tot 1708 (sterfjaar van zowel Cosijn als Mancini). Waarschijnlijk was het Bellonahuis een paviljoen voor zomerse feesten, onderdeel van een grotere residentie bestaande uit verschillende gebouwen. Om onbekende redenen volgden de eigenaars elkaar in sneltempo op: Adriaan Willems (1701), Jacques-Joseph Ingelbrecht, Bernard Ydens, advocaat Rameau (1740) en ten slotte Jacques De Koninck (1743).
In het begin van de 20e eeuw waren er plannen om het Bellonahuis te verhogen en van zijn decoratieve elementen te ontdoen. Dankzij de tussenkomst van burgemeester Karel Buls werd dit voorkomen en kocht de stad Brussel het pand zelf aan (1913). Het was trouwens Buls die het huis zijn nu gebruikelijke naam gaf (in 1837 sprak men van "La Porte d’Ardoises"). Doorheen de jaren had het diverse functies, van politiepost tot bewaarplaats voor de kostuums van de Ommegang. In 1956 werd het beschermd en in 1965 gerestaureerd.
Vanaf 1980 ging het Bellonahuis functioneren als een forum voor podiumkunsten. De stad Brussel en de Franse gemeenschap zorgden voor een uitbreiding op aanpalende percelen (1991). Een facetgewelf van 300 m² overdekt sinds 1995 het binnenplein (architect Olivier Notterman en ingenieur René Greisch). De overkapping in glas en roestvrij materiaal beschermt de gevelsculpturen tegen vervuiling en laat toe om het binnenplein te gebruiken voor allerlei activiteiten.

## Beschrijving
Het Bellonahuis ligt verscholen achter een huizenrij en wordt bereikt doorheen een oud portaal (Vlaamsesteenweg 46). De fraaie gevel heeft een structuur en versiering die verwant is met Den Coninck van Spaignien op de Grote Markt, niet toevallig ook een werk van beeldhouwer Jan Cosijn. De indeling is klassiek, met zes Ionische pilasters en een fronton. Boven de centrale poort prijkt een buste van Bellona, de Italische oorlogsgodin, omringd door veroverde vaandels en wapens. De inscriptie boven haar herinnert aan de Oostenrijkse overwinning:

VIrtUti aUstrIaCae paCe beLLo fiDeLI, ViCtorIIs prUDenter VIgILanter partIs InCLYtae
Aan de moed van Oostenrijk, trouw in vrede en in oorlog, beroemd door behoedzaam en waakzaam behaalde overwinningen.

De hoofdletters vormen een chronogram van het jaartal 1697.
In het fronton zien we allegorieën van de Ruimte (een man die met een passer metingen verricht op een wereldbol) en van de Tijd (een oude man die door een boek bladert). Erop prijkt tussen twee leeuwen een pelikaan die zich in de borst pikt, symbool van opoffering en wederopstanding. Op de Grote Markt is de heropbouw op gelijkaardige wijze weergegeven met feniksen.
Lager vinden we tussen de pilasters vier medaillons van Romeinse keizers: Hadrianus, Antoninus Pius, Trajanus en Marcus Aurelius. Deze goede keizers stonden symbool voor de Vier Gekroonden, het ambacht waarvan Cosijn sinds 1659 lid was.
De zes pilasters zijn aan de voet versierd met bas-reliëfs. Alle zes hebben ze bovenaan een door een ring gewikkeld lint, maar daaronder is de symboliek zeer divers:
- Visvangst: Vissen aan hengels en palingen die uit een net wriemelen.
- Oorlog: De pijlenkoker van Athena en haar aigis met de Medusakop, eronder granaatappels.
- Orde: De fasces van het recht bedekken de knots van de brutaliteit. Het staat voor kracht, zoals blijkt uit de eikenbladeren.
- Handel: Caduceus (gevleugelde slangenstaf) en bliksemschichten van Zeus. Onderaan loopt een waakzame haan.
- Vrede: Nog een aigis van Athena met haar uil. De wijsheid beschermt tegen de vuurwapens van de oorlog.
- Jacht: geweer, jachthoorn, jagerstas, geschoten haas.

Bas-reliëfs op de zes pilasters
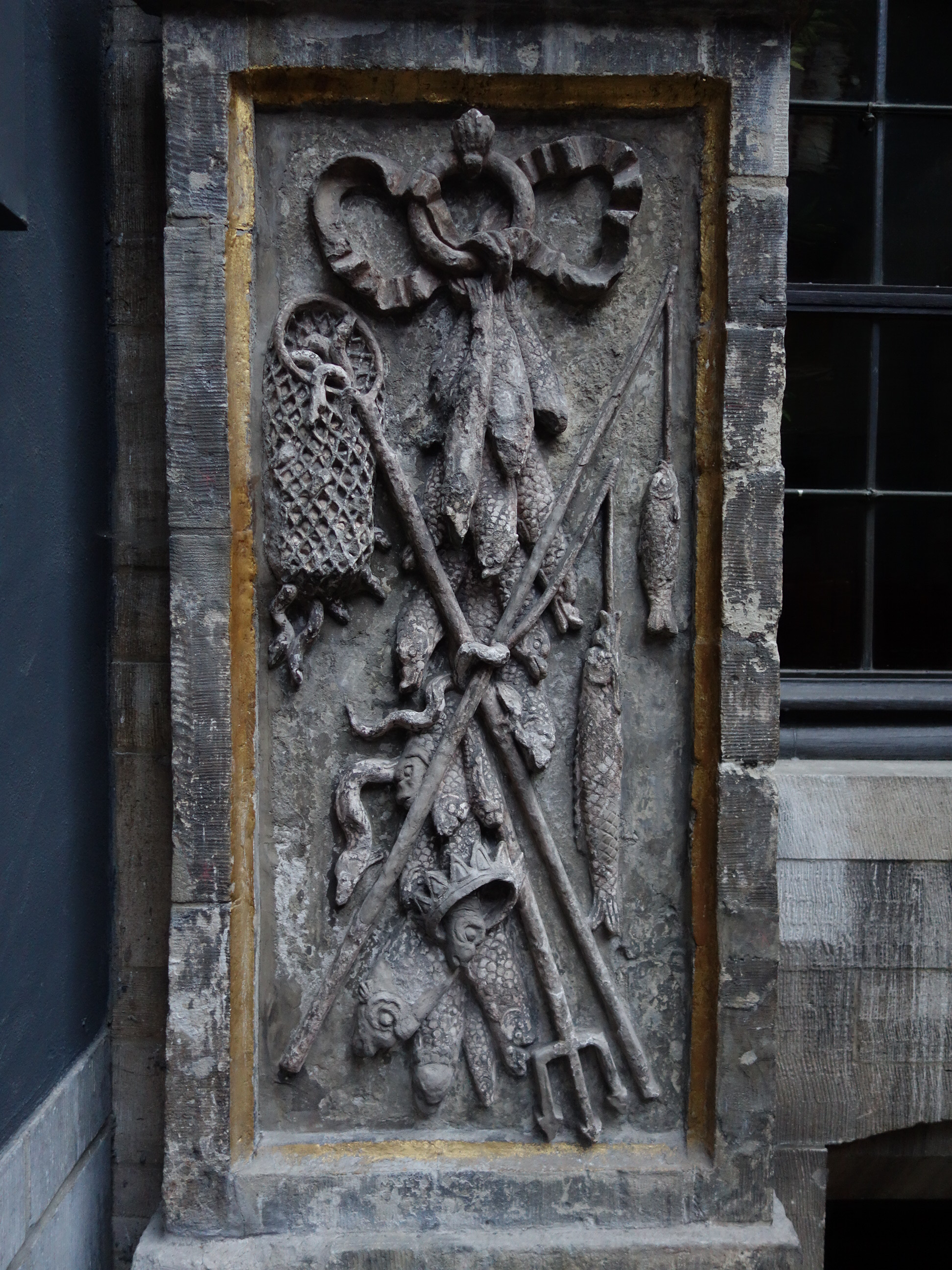
Visvangst
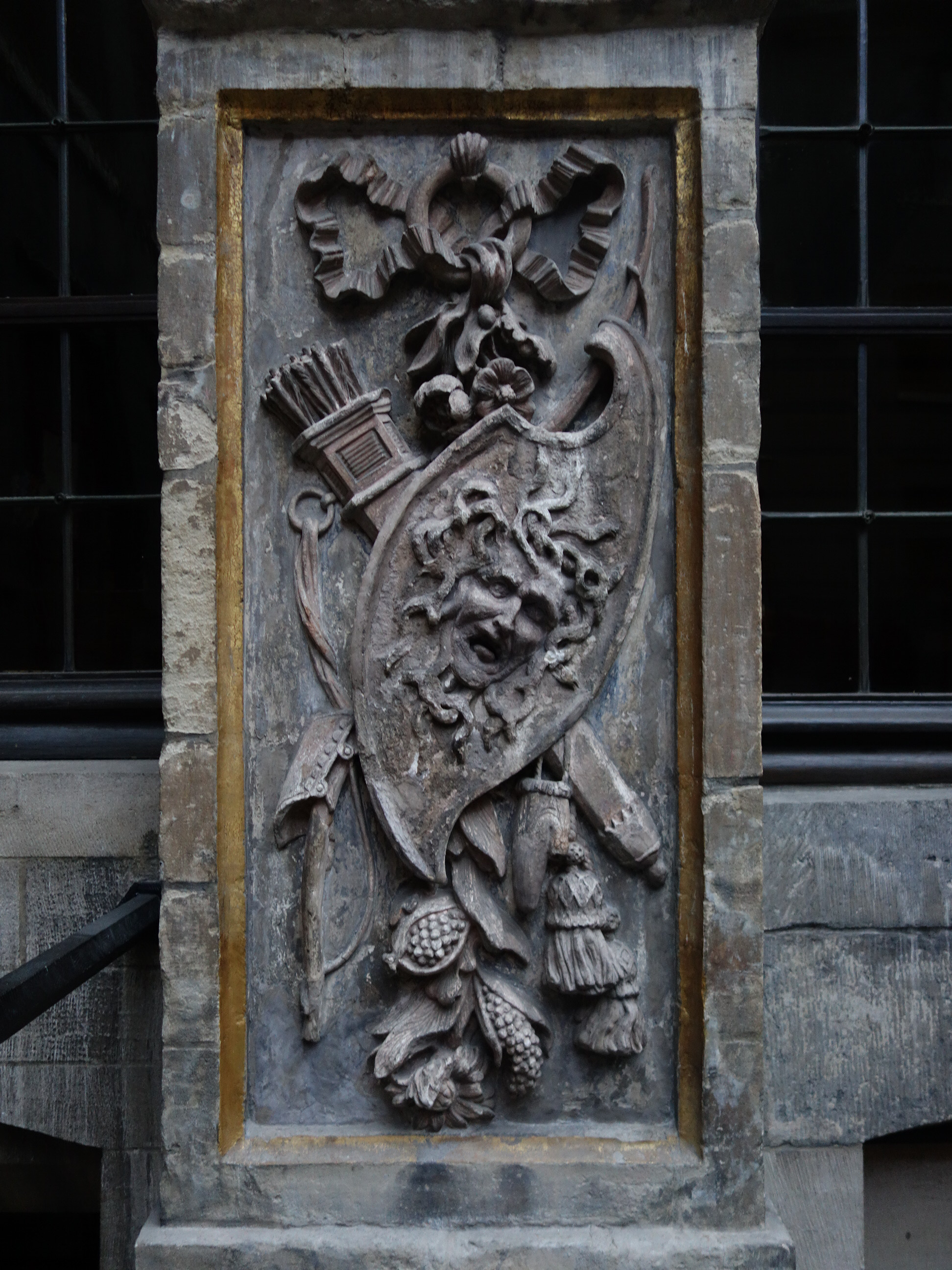
Oorlog
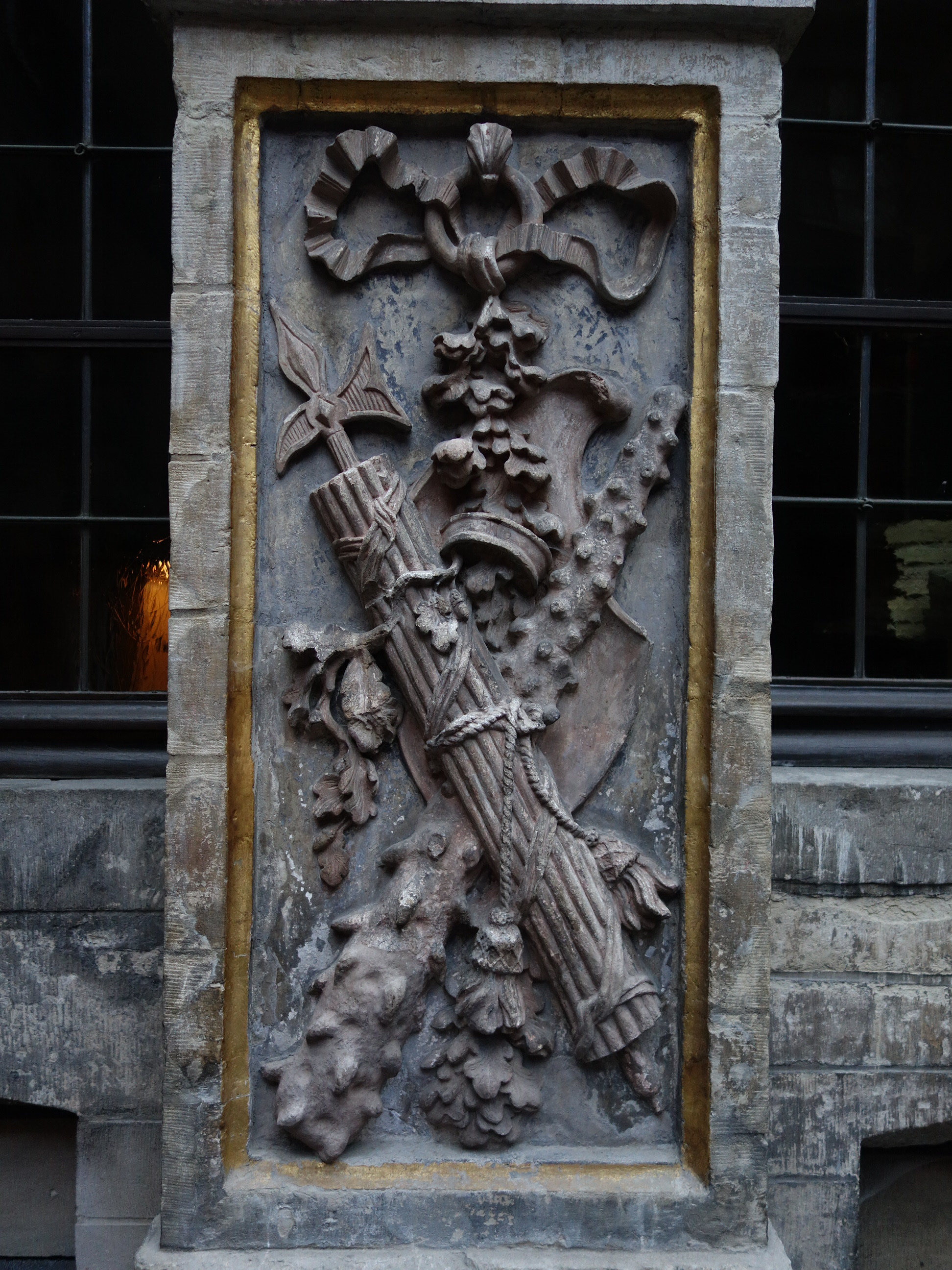
Orde
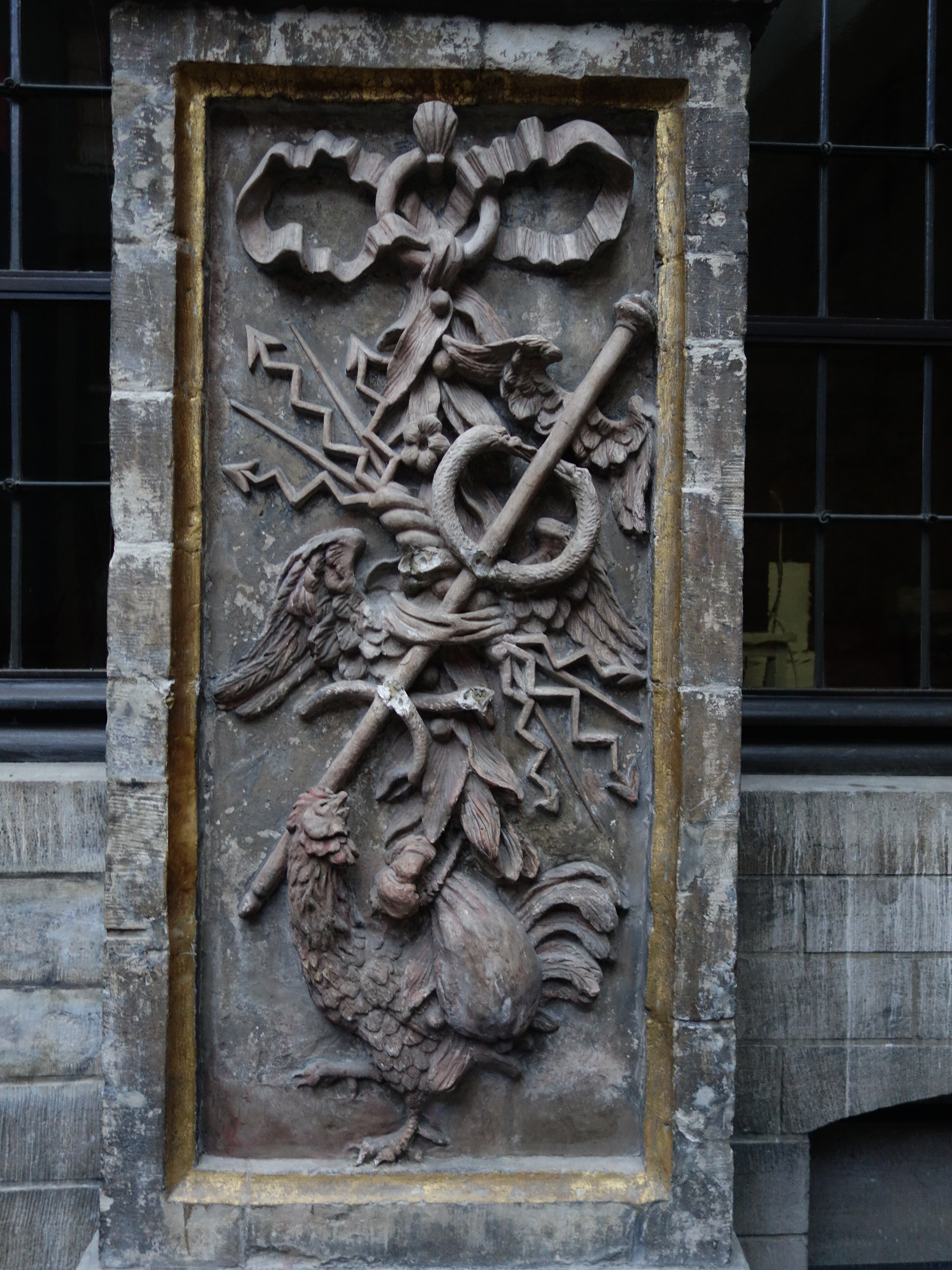
Handel
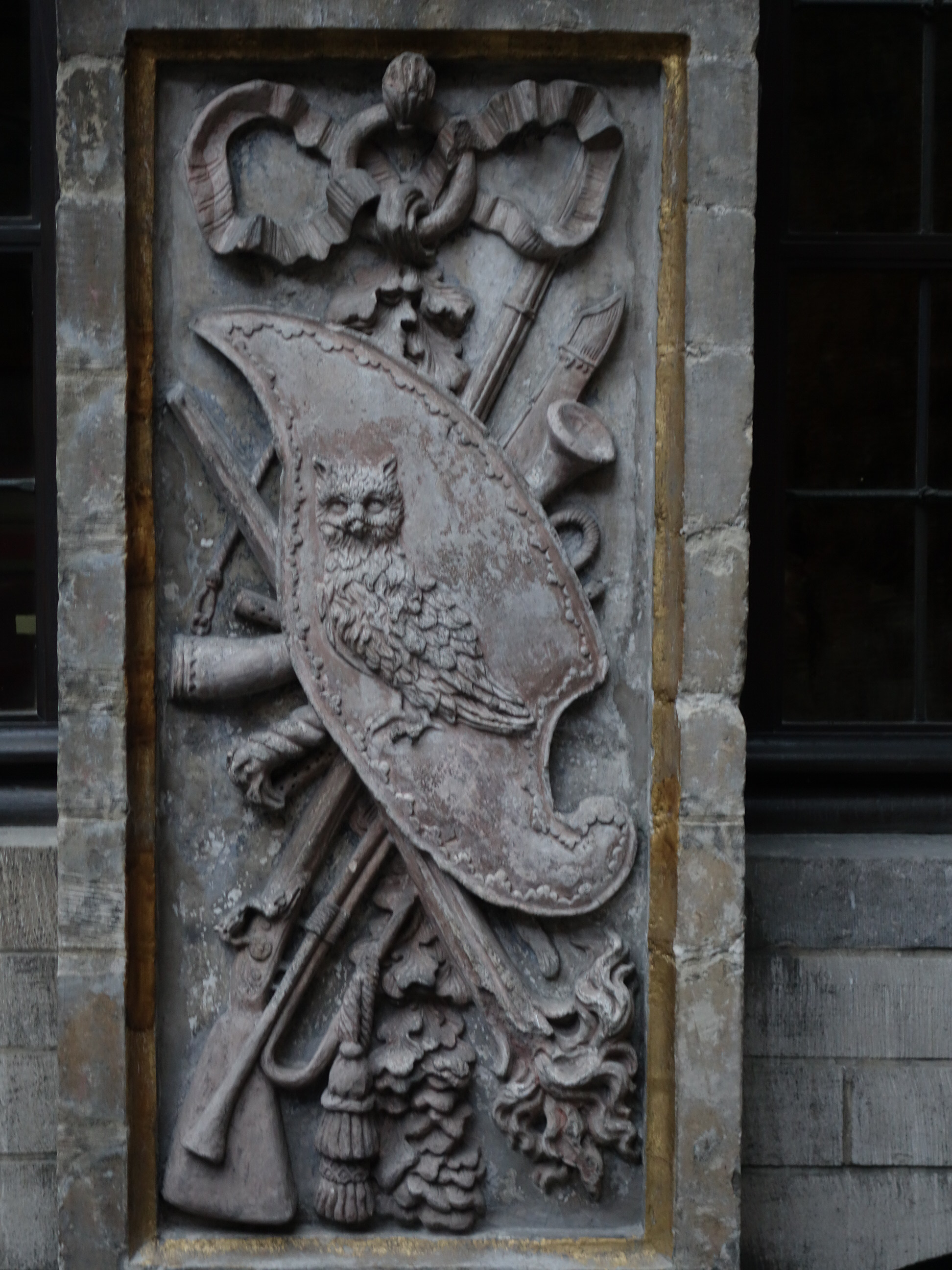
Vrede
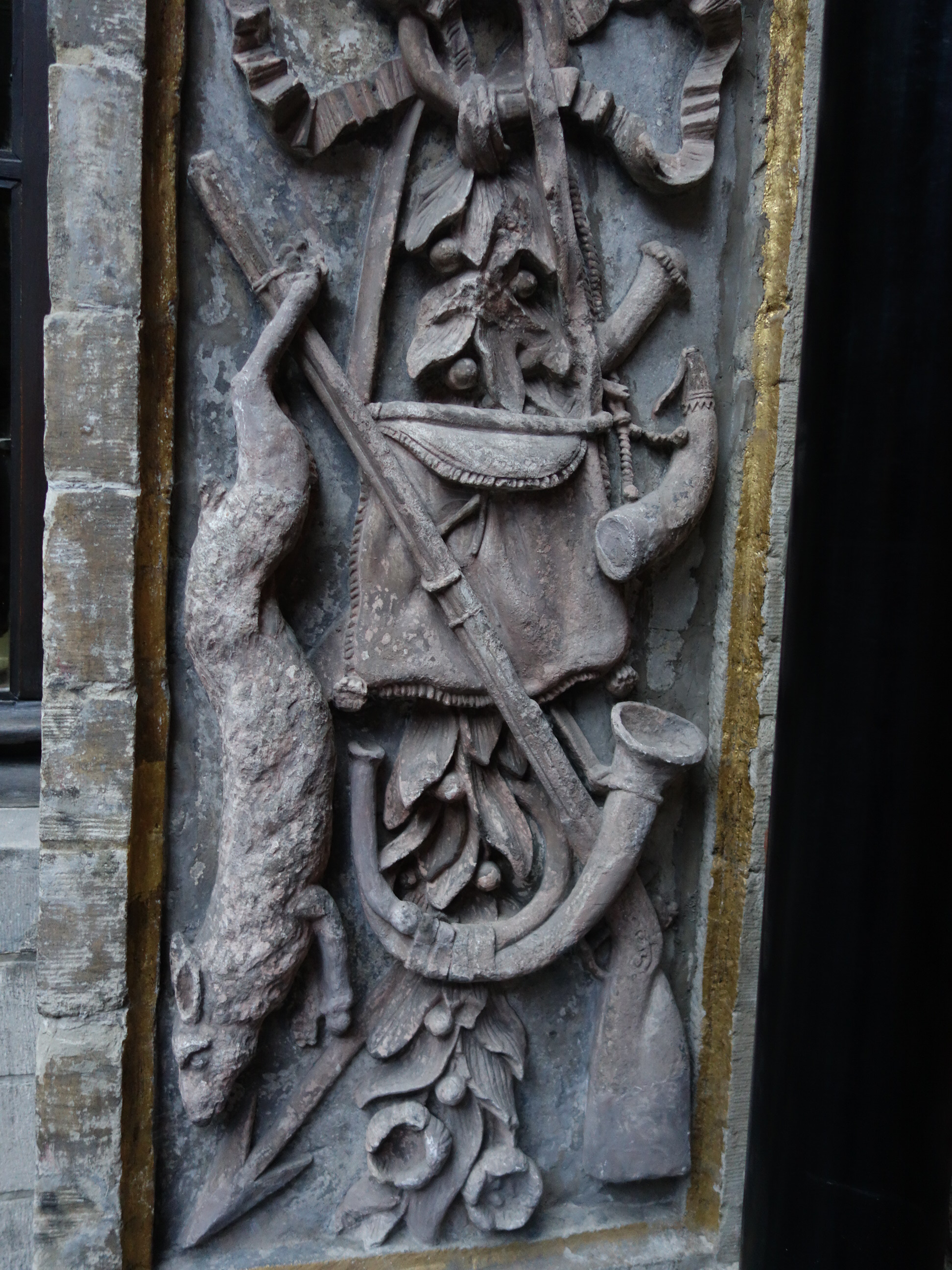
Jacht

## Voetnoten
1. ↑  5 + 1 + 5 + 1 + 5 + 1 + 100 + 100 + 50 + 50 + 1 + 500 + 50 + 5 + 1 + 100 + 1 + 1 + 5 + 500 + 5 + 1 + 1 + 50 + 1 + 1 + 100 + 50 + 5 = 1697 (met V = U = Y = 5)